# Jaskinia przy Sikawce
Jaskinia przy Sikawce – jaskinia, a właściwie schronisko, w Dolinie Kościeliskiej w Tatrach Zachodnich. Wejście do niej znajduje się w lewym orograficznie zboczu górnej części Żlebu pod Wysranki na wysokości 1305 m n.p.m. w pobliżu Jaskini Zakopiańskiej i północno-wschodniego otworu Jaskini Czarnej. Jaskinia jest pozioma, a jej długość wynosi 10 metrów.

Jaskinia znajduje się poniżej wodospadu Sikawka, stąd jej nazwa.

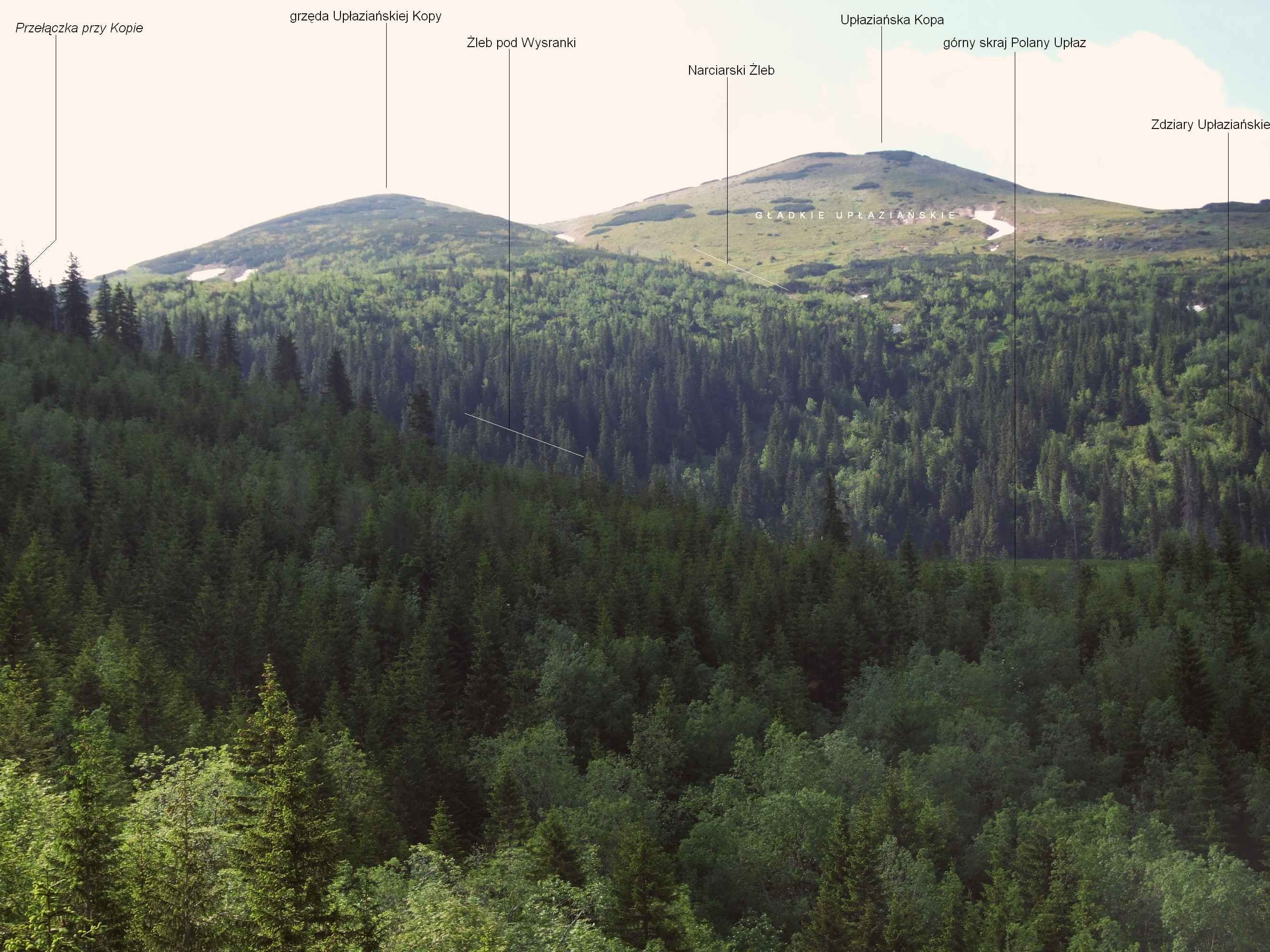
Na wprost Żleb pod Wysranki

## Opis jaskini
Jaskinię stanowi komora mająca prawie 10 metrów długości i zaczynająca się zaraz za dużym otworem wejściowym. Odchodzi od niej krótki szczelinowy korytarzyk.

## Przyroda
W jaskini brak jest nacieków. Ściany są wilgotne, rosną na nich mchy i porosty.

## Historia odkryć
Jaskinia znana była od dawna. Jej plan i opis sporządzili A. Szabunio z zespołem w 1977 roku oraz I. Luty w 1993 roku.